# Dan Drosu Șaguna
Dan Drosu Șaguna (n. 17 iulie 1948, Pantelimon, Constanța, România) este un jurist român, de origine macedoromână, care a îndeplinit între 2002 și 2008 funcția de președinte al Curții de Conturi a României.

## Biografie
Dan Drosu Șaguna s-a născut la data de 17 iulie 1948, în satul Colelia (județul Constanța). A urmat studii la Facultatea de Drept din cadrul Universității București (1969-1973), obținând apoi titlul științific de Doctor în drept (1983).
După absolvirea facultății, în anul 1973, a fost încadrat ca asistent universitar la Catedra de Drept public a Facultății de Drept din București, la disciplinele Drept financiar, Drept administrativ și Relații și Organizații Economice internaționale. Este avansat la gradele didactice de lector universitar, titular al cursului de Drept financiar (1984-1990), conferențiar universitar, titular la disciplinele Drept financiar și fiscal și Drept bancar și valutar (1991-1995) și apoi profesor universitar, titular la aceleași discipline (din 1995).
Numit prin Hotărârea Parlamentului nr.2 din 26 ianuarie 1993 Consilier de Conturi la Curtea de Conturi a României, prof. Dan Drosu Șaguna a fost desemnat ulterior de către Parlamentul României ca președinte al Secției Jurisdicționale a Curții de Conturi a României (1 aprilie 1999 - 14 februarie 2002) și apoi președinte al Curții de Conturi a României (din 14 februarie 2002).
De asemenea, prof. Drosu Șaguna a mai fost decan al Facultății de Drept a Universității Creștine "Dimitrie Cantemir" (până în anul 1995), prorector al Universității "Andrei Șaguna" din Constanța (până în anul 1999). El este membru în Comisia de Drept, Științe Administrative a Consiliului Național de Atestare a Titlurilor, Diplomelor și Certificatelor Universitare (din 2003), profesor asociat la mai multe universități și instituții universitare (Universitatea Ecologică din București, Universitatea "Titu Maiorescu", Universitatea "Româno - Americană"), membru de onoare al Universității Creștine "TRIAS" Leeuworden, Olanda, membru de onoare al Fundației "Andrei Șaguna", membru de onoare al Universității "THAMMASAT" din Thailanda și membru fondator al Fundației Creștine "Dimitrie Cantemir".

## Distincții obținute
Dan Drosu Șaguna a obținut următoarele distincții:
- Premiul "I.L.Georgescu" pentru lucrarea Tratat de Drept financiar și fiscal acordat de Uniunea Juriștilor din România (2001)
- Ordinul Național "Steaua României" în grad de cavaler (decembrie 2002)
- Trofeul "România 2000" a Fundației "România 2000" (București, 22 ianuarie 2003)
- Medalia "140 de ani de la Constituirea Corpului Ponderator /Senatul României" (București, 12 septembrie 2004)
- Cavaler al Crucii Ordinul Regal "S. Thiago de Espada", acordat de Casa regala a Portugaliei (8 decembrie 2004)
- Titlul de Doctor Honoris Causa al Universității Biottera București (22 februarie 2005)

## Lucrări publicate
Profesorul Dan Drosu Șaguna a publicat peste 69 de studii și articole publicate în reviste de specialitate. De asemenea, a susținut 35 de comunicări la colocvii, simpozioane și sesiuni științifice naționale și internaționale și peste 100 de comentarii, note, cronici și recenzii la acte normative, documente și lucrări de specialitate.

### Autor
- Drept financiar. Reglementarea relațiilor juridice financiare (București, 1986)
- Drept financiar. Elemente de drept bugetar (București, 1988)
- Drept bancar și valutar (București, 1991)
- Drept financiar și fiscal - 2 vol. (București, 1992)
- Drept financiar și finanțe publice (Universitatea "Dimitrie Cantemir" București, 1992)
- Drept financiar și bugetar (Universitatea "Dimitrie Cantemir" București, 1992)
- Drept financiar și fiscal (Ed. Oscar Print, București, 1994; reeditat în 2 vol. în anul 1997)
- Drept financiar și fiscal - Tratat (Ed. Mihai Eminescu, București, 2000)
- Tratat de drept financiar și fiscal (Ed. ALL BECK, București, 2001)
- Drept financiar și fiscal. Curs universitar (Ed. ALL BECK, București, 2003)

### În colaborare
- Legislația întreprinderii de la A la Z, activități financiare, controlul economic, răspunderi' (București, 1978)
- Educația juridică a maselor, apărarea proprietății obștești prin mijloace de drept financiar (București, 1982)
- Drept bancar și valutar (Ed. Proarcadia, 1994)
- Evaziunea fiscală (Ed. Oscar Print, București, 1995)
- Procedura fiscală (Ed. Oscar Print, București, 1996)
- Societăți comerciale europene (Ed. Oscar Print, București, 1996)
- Studii de drept bancar, valutar, financiar și fiscal (Universitatea Ecologică din București, 1996)
- Drept financiar și fiscal (Universitatea Ecologică din București, note de curs, București, 2000)
- Drept financiar și bugetar. Sinteze și teste (Ed. ALL BECK, București, 2003)
- Drept financiar public (Ed. ALL BECK, București, 2005)
- Drept fiscal (Ed. C.H. Beck, București, 2006)